# Ronald Reagan UCLA Medical Center

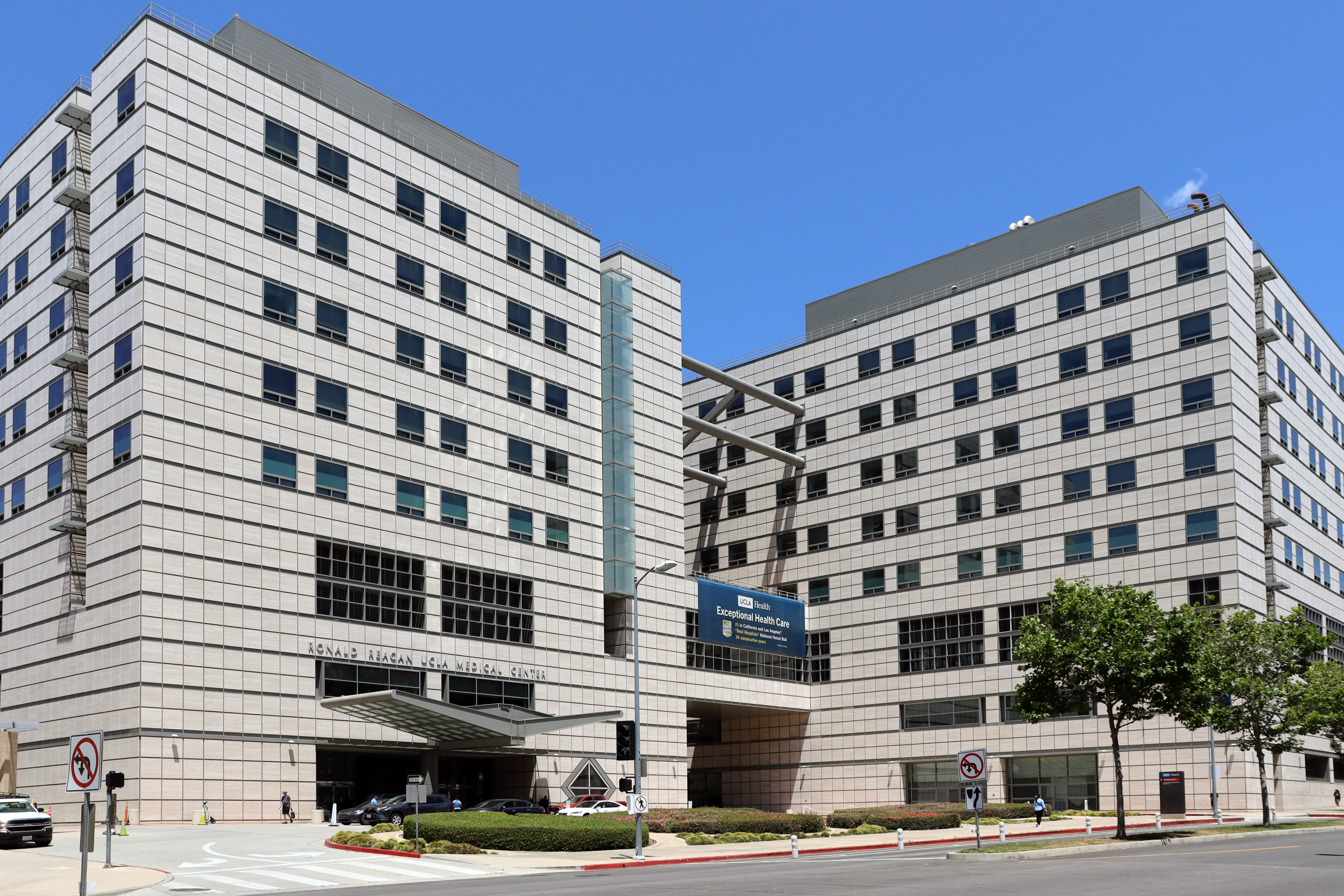
UCLA Medical Center

The Ronald Reagan University of California, Los Angeles Medical Center  of UCLA Medical Center is een ziekenhuis, gevestigd op het terrein van de University of California, Los Angeles in Los Angeles.
UCLA Medical Center onderzoekt medicijnen op alle gebieden, eveneens als tandheelkunde en oogmeetkunde. Het ziekenhuis geldt als opleidingsziekenhuis voor de David Geffen School of Medicine at UCLA.
Het ziekenhuis staat in de top drie van 'beste ziekenhuizen' in de Verenigde Staten en is het beste ziekenhuis in de westkust-regio, volgens US News & World Report.

## Beroemdheden opgenomen en overleden in UCLA
- In 1979 overleed John Wayne hier aan maagkanker.
- Acteur George Peppard (vooral bekend van tv-serie 'The A-team' uit de jaren 80) overleed hier aan een longontsteking in 1994 op 65-jarige leeftijd.
- Marlon Brando leed al geruime tijd aan longfibrose toen hij in het UCLA op 1 juli 2004 overleed aan longproblemen.
- Britney Spears heeft tot tweemaal toe voor controverse gezorgd. De eerste keer was bij de geboorte van haar eerste zoon. Verscheidene medewerkers die meegluurden werden ontslagen. Spears was ook opgenomen in de psychiatrische afdeling en medewerkers hebben haar medisch dossier onwettig ingezien en zijn hiervoor ontslagen.
- Op 7 april 2008 werd bekend dat een medewerker van het ziekenhuis de medische dossiers heeft ingezien van enkele belangrijke persoonlijkheden. Hiertoe behoren onder andere de first lady van Californië, Maria Shriver, actrice Farrah Fawcett en Britney Spears.[2][3]
- Nancy Reagan, voormalig first lady, werd opgenomen in het ziekenhuis op 15 oktober 2008, nadat ze was gevallen. Het bleek dat ze haar schaambeen had gebroken.[4]
- Op 23 juni 2009 stierf Ed McMahon op 86-jarige leeftijd.[5]
- Op 18 mei 2009 stierf Wayne Allwine (stem van o.a. Mickey Mouse) hier na complicaties bij diabetes mellitus.
- Michael Jackson werd op 25 juni 2009 naar het ziekenhuis gebracht na een hartstilstand. Hij stierf dezelfde middag nog op 50-jarige leeftijd.[6][7]
- Filmster Betty Garrett overleed hier op 91-jarige leeftijd na aneurysma van de aorta.
- In 2012 overleed hier acteur Richard Dawson. Hij had slokdarmkanker.
- Sinds augustus 2013 is hier Amanda Bynes opgenomen op de afdeling psychiatrie.
- Op de afdeling in het nabije Santa Monica is in augustus 2013 regisseur Ted Post (95 jaar) overleden.
- Op 27 december 2016 overleed hier actrice Carrie Fisher op 60-jarige leeftijd na een zware hartinfarct.